# Яневич, Феликс
Феликс Яневич (пол. Feliks Janiewicz; 1762, Вильно — 21 мая 1848, Эдинбург) — польско-британский скрипач и композитор.

## Биография
Феликс Яневич учился, возможно, у Джованни Джорновичи. В 1777—1784 гг. скрипач придворной капеллы короля Польши Станислава Понятовского. В 1785 г. выступал в Вене, где познакомился с Йозефом Гайдном и Вольфгангом Амадеем Моцартом; восходящая к Отто Яну версия, согласно которой для Яневича Моцартом написано одно из произведений — Анданте ля мажор для скрипки с оркестром KV 470, — сомнительна.
В 1787—1790 гг. Яневич жил в Париже, с успехом концертируя. С началом революционных событий он перебрался в Великобританию, где провёл всю оставшуюся жизнь. Первоначально он обосновался в Лондоне, выступал как солист, в том числе в ходе лондонских гастролей Гайдна в 1794 году. В 1800 г. поселился в Ливерпуле, где основал музыкальное издательство и магазин. Продолжая поддерживать активные связи с Лондоном, Яневич был в числе первых членов Лондонского филармонического общества и в первый сезон его работы играл первую скрипку. В 1815 г. был приглашён в Эдинбург для организации Эдинбургского музыкального фестиваля, к которому привлёк, в частности, своего друга Доменико Драгонетти. В дальнейшем так и осел в Эдинбурге, продолжал выступать до 1829 г.
Композиторское наследие Яневича включает по меньшей мере пять скрипичных концертов, а также струнные трио, дивертисменты и другую камерную музыку. «Дивертисмент по мотивам Яневича», основанный на музыкальном материале его струнных трио, написан Анджеем Пануфником (1947).
Наряду с Яном Клечиньским, считается одним из основоположников жанра инструментального концерта (прежде всего, скрипичного) в польской музыке.
Сын Яневича, также Феликс Яневич (англ. Feliks Yaniewicz; 1805—1886), практиковал как зубной врач и, как утверждается, первым в Ливерпуле употребил эфир как средство анестезии.